# 榊原優希
榊原 優希（さかきはら ゆうき、9月18日 - ）は、日本の男性声優。岡山県井原市出身、81プロデュース所属。

## 略歴
声優を目指したきっかけは小学生の頃の音読の宿題や学芸会、高校時代の文化祭ムービーでのナレーションなど。それらの経験から高校3年生時に「声優をやりたい」と明かし、担任と親を驚かせた。親を説得するべく「Rの法則」の企画「第2回 声優スタジアム」に参加。決勝まで残るも敗退したが、親の説得には成功。母の強い希望から大学には進学した。
アニメ「神のみぞ知るセカイ」に出演していた声優・伊藤かな恵の経緯を調べ、アミューズメントメディア総合学院を知る。大学と並行して週に一度、アミューズメントメディア総合学院に通う
。
大学時代の友人の父が声優好きで、繋がりがあった声優・くじらと話す機会があり、現在の所属事務所81プロデュースを選ぶきっかけにもなった。
2023年、「異世界ワンターンキル姉さん 〜姉同伴の異世界生活はじめました〜」と「デッドマウント・デスプレイ」の両作品にて初主演。
2024年、第18回声優アワード新人声優賞を受賞。

## 人物
声が高く、中性的な声質をしている。変声期はあったが、それ以前の声は父親いわく「音波」だった。

### 趣味・特技
趣味・特技はイラスト、きのこ。休日は読書をしている。
子供時代は「自称・山猿」で、野山を駆け巡って川遊びや山登りなどをしていた。一方で、ダンスやラジオ体操など体を動かすことは苦手だった。
倉敷チボリ公園（2008年12月31日閉園）にあった、見た目に反して上下左右に回転するメリーゴーランドが好きだった。
アニメ『リコリス・リコイル』で松岡禎丞と共演した際には「松岡がアフレコ現場で炭酸水を常飲していること」を声優になる前から知っていたと明かす等、声優オタク的な一面を持つ。
読んできた漫画作品として『北斗の拳』、『花の慶次』、『ドラゴンクエスト ダイの大冒険』、『ブラック・ジャック』、『はだしのゲン』、『三国志』、『美味しんぼ』、『Pandora Hearts』、『DEATH NOTE』、『神のみぞ知るセカイ』、『めだかボックス』、『東京喰種』、『チェンソーマン』を挙げる。とくに『BLEACH』が大好きで、友人と「BLEACHクイズ」を出しあっていた。ポエム（『BLEACH』コミックス冒頭に掲載された「巻頭歌」）もスラスラと言える。とくに藍染惣右介を推しており、アニメシリーズで声を担当した速水奨と共演した際にもファンであることを隠していたが、木島隆一によりファンであることが公になった。

### 歌について
実家は山奥にあり、カラオケに行くことすら難しかった状況であった。
声優として歌モノへの参加が増えていく中で、「歌うのも好き」という自覚が芽生えたという。声質を活かした幅広い音域での歌唱を得意とする。
『from ARGONAVIS』内のバンド「εpsilonΦ」としてTKの提供曲「光の悪魔」を歌唱する以前から凛として時雨のファンだった。この曲を歌ったことやレコーディングで共に楽曲を作り上げたことについて、「夢のひとつが叶った」と語っている。

### 演じるキャラクターについて
基本、演じたキャラに「さん」「くん」付けをする。中性的なキャラは「ちゃんくん」または「くんちゃん」。刀剣乱舞の京極正宗を、2025年大本丸博ステージで「くんちゃんさん様」呼びをする。
『from ARGONAVIS』で演じる宇治川紫夕について「一目惚れ」とたびたび語っており「二面性がある（ひねくれた性格の）子」「中性的な少年」がもともと好きで、演じたい役だったと明かしている。その後も『刀剣乱舞』の京極正宗などの中性的な外見の役、『ビックリメン』のピーターなどの、二面性のある役を数多く演じている。
『リコリス・リコイル』でのロボ太役、『ミュータント・タートルズ:ミュータント・パニック！』でのドナテロ役は、オーディションではなく、オファーによってキャスティングされた。

### 交友関係
元まねきケチャ・藤川千愛が、FM岡山のラジオ「アリオハッピーサタデー」内で、同級生だと明かした。藤川からは「さっきー」と呼ばれていた。
友人を聞かれた際には必ず梅田修一朗を挙げている。また、長年ラジオで共演している鵜澤正太郎とも仲が良い。
『アルゴナビス』での共演以前から榊原の歌声のファンだったという小笠原仁とは、小笠原からの熱心なアプローチ、幾度かの共演や飲み会などを経て仲良くなった。

## 出演
太字はメインキャラクター。

### テレビアニメ
2019年
- ポチっと発明 ピカちんキット（バックマンI）

2020年
- 遊☆戯☆王SEVENS（生徒、白佛カン）
- アルゴナビス from BanG Dream!（宇治川紫夕）
- 憂国のモリアーティ（2020年 - 2021年、少年、ウィギンズ） - 2シリーズ

2021年
- バック・アロウ（被験美少年）
- 灼熱カバディ（チームメイト1、男子1）
- Sonny Boy（田澤）

2022年
- 天才王子の赤字国家再生術（ナナキ・ラーレイ）
- 佐々木と宮野（男子）
- オリエント（野口雉之介） - 2シリーズ
- シャドウバースF（2022年 - 2024年、白銀ミカド、ガルエル）
- リコリス・リコイル（ロボ太）
- シャドーハウス
- メガトン級ムサシ（オペレーター）

2023年
- 魔王学院の不適合者 II 〜史上最強の魔王の始祖、転生して子孫たちの学校へ通う〜（フクロウ）
- セブンボイスミュージアム〜名画と7人の巨匠たち〜（福池萌音）
- 吸血鬼すぐ死ぬ2（吸血カマドウマ）
- 最強陰陽師の異世界転生記（ロ・ニ）
- 異世界でチート能力を手にした俺は、現実世界をも無双する〜レベルアップは人生を変えた〜（陽太）
- 異世界ワンターンキル姉さん 〜姉同伴の異世界生活はじめました〜（軍場朝陽）
- デッドマウント・デスプレイ（四乃山ポルカ、屍神殿） - 2シリーズ
- AYAKA -あやか-（天乃夜胡）
- ふしぎ駄菓子屋 銭天堂（2023年 - 2025年、おこげ、捨てられたおもちゃ）
- ビックリメン（ピーター）
- 『ヒプノシスマイク-Division Rap Battle-』Rhyme Anima +（四十物十四）
- はめつのおうこく（エーコート）
- 君のことが大大大大大好きな100人の彼女（2023年 - 2025年、ユウ君） - 2シリーズ

2024年
- ヴァンパイア男子寮（樹里）
- ダンジョン飯（ドライアド3）
- 鬼滅の刃 柱稽古編（寺の子どもたち）
- ダンジョンの中のひと（ラッタ）
- 妖怪学校の先生はじめました!（2024年 - 2025年、秋雨玉緒）
- ネガポジアングラー（貴明の弟）

2025年
- 外れスキル《木の実マスター》 〜スキルの実（食べたら死ぬ）を無限に食べられるようになった件について〜（ノア）
- ぷにるんず（すしるん〈マグロ・しろみ〉） - 2シリーズ
- サイレント・ウィッチ 沈黙の魔女の隠しごと（ニール・クレイ・メイウッド）
- カッコウの許嫁 Season2（松田）
- Dr.STONE SCIENCE FUTURE（ジョエル・ギア）

2026年
- ガンバレ!中村くん!!（広瀬愛貴）

### 劇場アニメ
- クラメルカガリ（2024年、ユウヤ[49]）

### Webアニメ
- 爆丸アーマードアライアンス（2020年、中国人ブローラー、チャオ）[4]
- 幼なじみのカルボウ（2024年、カルボウ①  / グレンアルマ[50]）

### WebCM
- 花王技術部やりましょ課！（2021年2022年、マモール、スーさん、ダイちゃん[51] [52][53]）
- オフィスコーポレーション（2024年、生徒[54]）
- 稲穂くんは偽カノジョのはずなのに（2024年、沢渡稲穂[55]）

### ゲーム
2018年
- モンスターストライク（2018年 - 2022年、如意棒、蕎麦ぎつね〈進化前〉、アトゥム、カンガルーエンジン、エクスドラゴン、長宗我部元親〈進化前〉、藤堂平助、ミノタウロス、キャスパリーグ、軍荼利明王、レンツ）
- スマッシュ&マジック（ラ・シュタイナー、ジョイス、キンブリー、ナギ）
- ファイトリーグ（マンドラッ兎、あひるのオバケちゃん）

2019年
- Readyyy!（上條雅楽）
- アークザラッド R（フィル）
- ステップライド（橘れもん）

2020年
- 禍つヴァールハイト（イーモ・イェンチ）
- デスティニーチャイルド（レオ）
- THE KING OF FIGHTERS for GIRLS（クリス）
- ヒプノシスマイク -Alternative Rap Battle-（四十物十四）
- SHOW BY ROCK!! Fes A Live（661〈ロロイ〉）
- フードファンタジー（2020年 - 2022年、豆汁、お餅）

2021年
- アルゴナビス from BanG Dream! AAside（宇治川紫夕）
- タベオウジャ（アレン・ダレニエ）
- モナーク/Monark（弓田信哉）
- グランサガ（ネネト）
- タロット男子 〜22人の見習い占い師〜（ディザスタ・バベル）
- フィギュアストーリー（皓太郎、チェンソーベア）
- フェアリースフィア（ヤク、鬼灯）

2022年
- 怪物彈珠（ガオル）
- Shadowverse（ユキシマ）
- 無期迷途（オリバー）
- クイズRPG 魔法使いと黒猫のウィズ（ローケーシャ、ヒュラ・ビュマヴォーン）
- 狼ゲーム〜アナザー〜（瑠璃川ユウト）
- ミリオンダラーボーイズ（シオン）
- ワールドフリッパー（ルカ）
- モリノファンタジー：世界樹の伝説（ギルゴン）
- 信長の野望 覇道（今川氏真、筒井順慶、森蘭丸）

2023年
- クッキーラン: キングダム（プルーンジュース味クッキー）
- ストリートファイター6（市民）
- 刀剣乱舞 ONLINE（2023年 - 2024年、京極正宗）
- イースX -NORDICS-（エゼル）
- リバース:1999（リング）
- 君ノ隣ニ座ル星。（乙女宮ヴィルル）
- タワーオブスカイ（クェル）

2024年
- アルゴナビス -キミが見たステージへ-（宇治川紫夕）
- キュービックスターズ（アトゥム）
- ガーディアンテイルズ（H.E.R.O.S KAI ）
- 廻らぬ星のステラリウム（ゼタ）
- あんさんぶるスターズ!! Basic / Music（名都神無） - 2作品
- 18TRIP（白光糖衣、ソニア）
- パワフルプロ野球2024-2025（団子）
- 転生したらスライムだった件 テンペストストーリーズ（グレ）
- アッシュエコーズ（キャロリン）
- BEYBLADE X XONE（主人公）

2025年
- ポケモンマスターズEX（オルティガ）
- 9 R.I.P. sequel（空蘭）
- けものティータイム（ブリンツ）

### ドラマCD
- ヒプノシスマイク-Division Rap Battle-（2019年 - 、坊城梧桐、四十物十四）[58]
- FLOW//RIDER ドラマCD Vol.1 -START UP!-（2020年、橘 九十九）
- クラスメイトが使い魔になりまして ドラマCD「リリスのモテ力アップ講座」（2020年、芦屋想太[111]）
- 僕ら的には理想の落語ドラマCD「僕ら的には理想のホール!?」（2022年2月25日、茸丸[112]）
- 「Phantom Bride」〜ようこそ妄想営業部へ❤VOICE DRAMA〜（2022年6月26日、榊原ユウキ[113]）
- 「〜はんなり京都〜 お通り男史」ドラマCD　丸太町・綾小路編（2023年8月23日、綾小路 [114]）
- 「D・N・ANGEL」オリジナルドラマCD　～変わらぬIDEAL～（2024年5月10日、イデア（美術品））
- ヴァンパイア男子寮ブラッディ・ラブCD 樹里（2024年9月25日、樹里）
- Dear朋友オリジナルドラマCD（2024年11月29日、桜木朝陽）

### BLCD
- 好物は真夜中のうちに腹のなか（2020年 - 2023年、富永鈴之助）[115]
  - 好物は愛しいあなたの腹のなか[116]
- 愛しのXLサイズ・続（2020年、蔵人2[117]）
- 十二支色恋草子（2020年、仲能〈子〉[118]）
- 二代目!地獄ブラザーズ（2020年、五官[119]）
- えっちは週7希望ですっ!（2021年 - 2022年、トオル[120]）
  - もっと！えっちは週7希望ですっ！
- 濡れトロ3P 大人のオモチャモニター 上下（2021年、朝比奈陸[121]）
- おすわり、よくできました（2021年、松木陽[122]）
- 猫とスピカ（2021年 - 2022年、クロ[123]）
  - 猫とスピカ2
- 推し配信者の密接ＡＳＭＲ（2023年、灘乃蛍）
- お前に抱かれるなんて聞いてない!〜ハマった男はAV男優（2022年 - 2023年、カナト[124]）
  - お前に抱かれるなんて聞いてない!〜ハマった男はAV男優2
  - お前に抱かれるなんて聞いてない!〜ハマった男はAV男優3
- 愛しき人魚（2022年、錦[125]）
- ワケアリ ♯2「だから僕らは巡り合う」（2024年、久慈 天眞 [126]）
- 腐男子召喚～異世界で神獣にハメられました～《コミック𝟗巻 ドラマCD付き特装版》（2024年、ネコ1 [127]）
- おやすみ、またね。ましろくん。（2024年、雪峰真白 [128]）
- 宵闇シュガーキャット（2024年、吾妻 翔 [129]）
- 未熟な僕は支配を乞う1（2024年、行瑠［幼少期］ [130]）

### 吹き替え

#### 映画
- ジュラシック・ワールド（2025年、グレイ・ミッチェル〈タイ・シンプキンス〉[131]）※ザ・シネマ版

#### ドラマ
- オールモスト・ネバー 夢みるバンド物語（2022年、クーパー[132]）
- デイナの恐竜図鑑（2023年、トレック）
  - デックスの恐竜図鑑（2024年）

#### アニメ
- マッシュマッシュとなかまたち（2021年、ボリー[133]）
- ミュータント・タートルズ:ミュータント・パニック!（2023年、ドナテロ[134]）
- テイルズ・オブ・ザ・ミュータント・タートルズ（2024年、ドナテロ[135]）
- この恋で鼻血を止めて（2025年、年下幼なじみ[初出 9]）

### デジタルコミック
- そらいろメモリアル（2020年、死神[136]）
- はるお嬢さま、恋のお時間です! （2020年、ユキナリ[137]）
- 親友王子と腰巾着 〜推しの王子に求婚されて困ってます〜（2021年、レノア[138]）
- Bite Maker 〜王様のΩ〜（2021年、ラン[139]）
- スタディー・グループ（2021年、イ・ヒョヌ、男性不良生徒達[140]）
- 推し配信者の密接ASMR（2023年、灘乃蛍[141]）
- 死んだら悪役令息で幻のΩなんて冗談じゃない!（2023年、レオ・ロミウッド）[142]
- ちがう宮原おまえじゃない! 1巻発売記念PVボイコミ（2023年、有馬）[143]
- 少年と龍神　王子と過保護な護衛たち　1巻発売記念PVボイコミ（2024年、シリウス）[144]
- 二度目の異世界、少年だった彼は年上騎士になり溺愛してくる （2024年、リアム[初出 10]）
- どん底からの逆ハーレム～メンズコスメ企画部に異動ですか！？～（2024年、聖世界[145]）
- 稲穂くんは偽カノジョのはずなのに（2024年、沢渡稲穂[146]）
- 今日、駅で見た可愛い女の子（2025年、七海ひかる[147]））

### オーディオブック
- 魔法少女さんだいめっ☆ 1 - 3（2020年 - 2022年、風奉ハル）[148][149][150]
- クラスメイトが使い魔になりまして 1 - 2（2020年 - 2021年、朗読＆芦屋想太[151][152]
- 脱兎リベンジ（2020年、兎田晃吉[153]）
- 漂海のレクキール（2021年、ワッツ ほか[154]）
- 飽くなき欲の秘蹟（2022年、朗読&世杉見識[155]）
- 北海道の現役ハンターが異世界に放り込まれてみた1-2（2022年、2025年朗読&中島進[155]）
- ＃ 真相をお話しします（2022年）[156]
- 花咲けるエリアルフォース（2023年、朗読&仁川佑樹 [157]）
- 偽る神のスナイパー（2023年、円吹芽[158][159])
- 《書籍 初回出荷 挿しボイスコード》魔術の果てを求める大魔術師 ～魔道を極めた俺が三百年後の技術革新を期待して転生したら、哀しくなるほど退化していた……～（2023年、カイ＝レキウス[160]）
- 僕を成り上がらせようとする最強女師匠たちが育成方針を巡って修羅場1-3（2023-2024年朗読&クロス・アラカルト [161]）
- YOMIBITO MAGAZINE ＜ヨミビト マガジン＞ vol.5～（2023年、 [162]）

### 朗読劇
- 本格文學朗読演劇 極上文學 第14弾「桜の森の満開の下～孤独～」（2019年、語り師[163]）
- リーディングシェイクスピア「ロミオとジュリエット」（2019年、ティボルト パリス 他[164]）
- うち劇「エンドレス・ボヤージュ～明日への脱出～」（2020年、鎌倉大弘[165]）
- 朗読×謎解きVoice Mystery （2020年）
- うち劇「億秒くんの羨望道中」（2020年、新人・今野〈1部〉、弟・友之〈2部〉 [166]）
- うち劇「キスに願いを」（2021年、橋本光太郎 [167]）
- 朗読×謎解きVoice Mystery 2rd Stage（2021年）
- 朗読×謎解きVoice Mystery 3rd Stage（2021年[168]））
- 朗読劇「スマホを落しただけなのに 戦慄するメガロポリス」（2021年、瀧嶋慎一、桐野良一 [169]）
- 朗読劇「ENIGMA〜invisible rain〜」（2022年[170]）
- 音楽朗読劇フェルメール・ブルー（2022年、ジャック）
- 朗読劇フォアレーゼン ただ…水の如く（2022年、秀頼、家康、佐助、真田幸村 ）
- 朗読劇フォアレーゼン ～ルクレールの暗殺～（2023年、ギュスターブ、役者、劇中のナレーション）
- 朗読劇　変な家（2023年、栗原）
- 朗読劇「革命への行進曲 モーツァルトVS検閲官」（2023年8月6日、ダ・ポンテ[171]）
- 朗読劇フォアレーゼン ~逸見昌経~（2023年、逸見昌経、五助、部下）
- 角川文庫朗読劇 シャーロックホームズ （2024年、レストレード、政治家夫人、エヴァンズ）
- 朗読劇「ROOM」（2024年[172]）
- 朗読劇「ネコたん！〜猫町怪異奇譚〜」（2024年、龍石李依[173]）
- 朗読劇「ニュー・ルネッサンス・イン・パリ」（2024年、[174]）
- 朗読劇「夢から醒めない夢を見よ。」（2024年[175]）
- 声優朗読舞台『パラシトスシンドローム-双義惺惺-』（2024年、犬伏開）
- CHILL CHILL BOX 12th 朗読劇（2024年）
- 角川文庫朗読劇 シャーロックホームズ （2025年）
- Reading Concert「Express」2025（2025年）
- 声優朗読劇フォアレーゼン 〜面会〜＜横手＞（2025年）
- 朗読劇 サラ・ベルナールの「サロメ」（2025年、ヴィクトリアン・サルドゥ[176][177]）

### 舞台
- LIAR GAME murder mystery 「廃遊園地の人形館殺人事件」（2023年）
- LIAR GAME murder mystery「爆発廃工場 〜犯人の挑戦状〜」「首切りホテル 〜最後の夜宴〜」（2024年[178]）

### ラジオ・動画
※はインターネット配信。
- 駒田航の筋肉プルプル！！！（2019年10月21日※） #8 アシスタント
- コミックシーモアpresents 伊東健人と選ぶ! 電子コミック大賞（2019年、ニコニコ動画※、YouTube※）パーソナリティは伊東健人、田中美海と交代でアシスタント出演（1 - 4、11、12回目）
- 鵜澤正太郎と榊原優希の○欲男子栽培中！（2019年 - 、ニコニコ動画、YouTube※）
- Readyyy!のゆるすた 1 - 3rdシーズン（2019年 - 2022年6月 以降不定期、Rakuten TV※）
- U-nite!81Wednesday「榊原優希のコエキョク」（2020年5月、TOKYO FM）
- 月刊 新・男前通信 8月号 月刊 榊原優希（2020年8月、文化放送モバイルplus※）
- アルゴナビス from BanG Dream! AAside ラジオ・ロワイヤル・フェス（2020年8月、HiBiKi Radio Station※）
- 榊原優希のI'm not Rose （2020年 - 、ニコニコ動画※）
- MAN TWO MONTH RADIO 榊原優希のさかきはらじお （2020年 - 2021年、超!A&G+※・AG-ON Premium※）
- 榊原 #ゆうきだす チャンネル（2021年 - 2022年 [179]、YouTube※）
- 榊原優希・ 住谷哲栄のDragon's Bite ～ラジオノ宴～（2021年 - 、超!A&G+※）
- 駒田航の筋肉プルプル！！！（2021年8月21日、ニコニコ動画※） #29 アシスタント
- 浅沼晋太郎・土田玲央『不思議堂【黒い猫】』（2021年7月23日、ニコニコ動画※）  #0 代理店員
- 葉山翔太・榊原優希の Make it！フクリエイト （2021年12月01日 - 2022年6月29日）[180]。※
- 【榊原優希& 葉山翔太】推しキャラを即興アテレコ!?『外見至上主義』を2人で読みながらトーク（2022年4月29日 、YouTube※）[181]
- 整え!!BUNBUNきのこRadio（2022年5月28日 -2024年4月9日 、ニコニコ動画※）
- デッドマウントーク・デスプレイディオ（2023年4月14日、YouTube※）
- 榊原優希さんの声で作る「オートミールのカルボナーラ風リゾット」（2023年10月01日、アイスム、YouTube※）
- AVIOTラジオwith声優アワード（2024年4/13.27.5/11.25.6/8.22、超！A＆G＋※）
- フラガリアメモリーズ Knight Link（2024年5月4日.11日、8月6日、2025年4月19日、26日、TOKYOFM）
- 『あんさんぶるスターズ！！』9周年生配信「LIMIT BREAK」（2024年4月26日、YouTube ※）
- あんスタ！！ユニソンMIDNIGHTリクエストアワー7」（2024年4月27日、YouTube※）
- シャドウバースF特別編5未公開シーン入りYouTube版（2024年9月27日、YouTube※）
- あんさんぶるスターズ4pieceラジオ（2024年10月4日、12月4日、2025年1月4日、YouTube※）
- かみ×こまプラス Series6（2024年10月19日、12月7日、14日、21日）

### テレビ番組
- Rの法則第2回　声優スタジアム（2013年12月）[182]
- イケボライブ 〜夜のガヤどり〜 第4夜（2020年、フジテレビTWO） [183]
- オールナイト声優フジ -ALLNIGHT SAY YOU FUJI- 1夜、2夜（2021年、フジテレビTWO） [184]
  - オールナイト声優フジ -ALLNIGHT SAY YOU FUJI- 7夜（2023年、FOD）
- お願い!ランキング（2021年、テレビ朝日）
- 実況×解説！ざわつきバラエティ「声優育成委員会」第一回、第二回（2021年、BSフジ） [185]
- 世界まる見え!テレビ特捜部 傑作選（2021年11月20日、日本テレビ）
- ツキプロ×ようこそ妄想営業部へ♥1日限定コラボ【SP生配信】（2022年11月25日、スカパー番組配信アニマックスオンデマンド）
- マヂカルラブリーの全力！アニシャド応援部#13（2023年6月24日、テレビ東京）
- 声優が香川に行ったら 2023夏（2023年7月22日、テレビ大阪）
- マヂカルラブリーの全力！アニシャド応援部２（2024年1月6日-、テレビ東京）
- ヴィクトリーグ！（2024年5月18日、25日テレビ東京）
- シャドウバースＦ #92.5「クライマックス直前スペシャル （2024年8月17日、テレビ東京）
- 有野屋書店#28（2024年9月30日、FOD）
- musicるtv（2024年12月2日、テレビ朝日[186]）

### 映像作品
- 極上文學 第14弾　『桜の森の満開の下 ～孤独～』 （2020年7月15日発売）
- 声優が語る怖い話 真冬の怪談（桔梗鼠の怪談師）（2020年5月27日発売）
- ヒプノシスマイク -Division Rap Battle-4th LIVE@オオサカ（2019年9月20日開催）《Welcome to our Hood》（2020年3月25日発売）
  - ヒプノシスマイク-Division Rap Battle- 5th LIVE＠AbemaTV《SIX SHOTS UNTIL THE DOME》（2020年3月20日開催）（2020年8月19日発売）
  - ヒプノシスマイク -Division Rap Battle- 6th LIVE 2ndD.R.B 1st Battle・2nd Battle・3rd Battle （2021年2月14日開催）（2021年7月14日発売）
  - ヒプノシスマイク -Division Rap Battle- 7th LIVE 《SUMMIT OF DIVISIONS》（2020年8月7・8日開催）（2021年12月15日発売）
  - ヒプノシスマイク -Division Rap Battle- 8th LIVE CONNECT THE LINE to Bad Ass Temple（2022年11月26・27日開催）（2023年3月15日発売）
  - ヒプノシスマイク -Division Rap Battle- 9th LIVE ≪ZERO OUT≫（2023年4月15・16日開催）（2024年3月6日発売）
  - ヒプノシスマイク　-Division Rap Battle- 10th LIVE 《LIVE ANIMA》（2025年4月6・7日開催）（2025年1月22日発売）
- Readyyy! 2nd LIVE “THE NEW MOMENT” （2020年2月20日開催）（2020年8月31日発売）
  - Readyyy！4th Anniversary Live "Twinkle of Protostars"（2022年2月13日開催）（2022年6月29日発売）
- ARGONAVIS AAside ライブ・ロワイヤル・フェス2020 （2020年10月10日開催）（2021年2月3日発売）
  - ARGONAVIS キミが見たステージへCD　A・B type生産限定盤『from ARGONAVIS 2nd LIVE -Rezonance- DAY1・2』（2023年1月7日開催）（2024年4月10日発売）
- 僕ら的には理想の落語 一巻（2021年3月26日発売）
  - 僕ら的には理想の落語 二巻（2021年4月30日発売）
  - 僕ら的には理想の落語 三巻（2021年5月28日発売）
  - 僕ら的には理想の落語 四巻（2021年6月25日発売）
- 舞台「LIAR GAME murder mystery」（2023/3/10昼公演）（2023年11月発売）
  - 舞台「LIAR GAME murder mystery」（2024/6/16公演）（2024年12月発売）[187]
- Animelo Summer Live 2024 -Stargazer- 8/31（2025年3月26日発売）

### テレビドラマ
- 僕ら的には理想の落語（2021年1月 - 3月、TOKYO MX） - 妄想亭茸丸 役

### 書籍
- 『イケメン韓国語フレーズ』金孝珍著（2020年11月）日本語訳の音声担当
- 『「僕ら的には理想の落語」オフィシャルBOOK』（2021年3月26日）
- 『駒田航のKomastagram 2nd PHOTO FRAME』駒田航著（2021年11月15日）ゲスト 被写体
- 榊原優希 NEW COLOR COLLECTION No.24（2025年1月27日　電子書籍）

### その他コンテンツ
- ナツモモchannel（2019年 - 、逢坂モモ、YouTube[188]）
- ○○男子project（2020年、大構逢人〈かまって男子〉[189]）
- #うちで体操しよう〜Let's exercise On The Inside〜 -榊原優希Ver-（2020年、Youtube[190]）
- Flow//Rider（2020年- 2021年 、橘九十九 [191]）
- Dragon's Bite 〜龍王ノ宴〜（2020年 - 2022年12月 、郭嘉 [192]）
- ようこそ妄想営業部へ❤（2020年 - 2024年、榊原ユウキ）
- 漫才風音声ドラマ モノボイス 家電編 サトヤマ家の家電たち。（2021年、レコーダー[193]〈第1話〉、エアコン〈第2話〉）
- アポロンさんは神すぎる（2021年 - 、アテナ[194]）
- HANDEAD ANTHEM（2021年 - 2023年、ハン・ヒジュン、宇甘ガラ[195]）
- GAMDOL（2021年 - 2022年 、LUKE、YouTube[196]）
- よしまほ（2021年 - 2024年、陽翔、YouTube[197]）
- 倉吉八犬伝 〜時代を越えてお仕えします!!〜（2021年 - 、犬坂乙智[198]）
- ハイドライバーズ（2022年 -2023年 、御子柴朱、YouTube[199]）
- ハチミツ學園（2022年 - 、松たけ子[200]）
- 超能力学園（2022年 -2023年 、安門歌、YouTube[201]）
- 〜はんなり京都〜 お通り男史（2022年 - 、綾小路[202]）
- ボイレピ♪ 朝ごはん #40 榊原優希さんの声で作る「オートミールのカルボナーラ風リゾット」（2023年）[203]
- サンリオキャラクター フラガリアメモリーズ（2023年- 、ルタールステラ[204]）
- 少年と竜神 PV（2024年、シリウス[205]）
- 忠犬もちしば（2024年、ごま[206]）
- 台湾Book☆Walker PV  不死物哀鳴，魔神仔鎮魂（2024年、モシナ[207]）
  - （日本語版PV）「日本×台湾オリジナルマンガプロジェクトスペシャルPV」（2025年、モシナ[208]）
- コラム「榊原優希の腹割って話しませんか？」（2025年[209]）
- Dream Photobooth（2025年、マーチ[210]）

## ディスコグラフィ

### キャラクターソング
| 発売日   | 商品名                                                                            | 歌 | 楽曲 | 備考                                                                  |
| 2018年   | 2018年                                                                            | 2018年 | 2018年 | 2018年                                                                |
| -------- | --------------------------------------------------------------------------------- | --- | --- | --------------------------------------------------------------------- |
| 4月14日  | Readyyy! Project                                                                  | La-Veritta | 「BEAT IN LOVE」 | ゲーム『Readyyy!』関連曲                                              |
| 6月3日   | Readyyy! Project 第2弾                                                            | La-Veritta | 「COLOR」 | ゲーム『Readyyy!』関連曲                                              |
| 9月22日  | Readyyy! Project 第3弾                                                            | La-Veritta | 「鳳翔」 | ゲーム『Readyyy!』関連曲                                              |
| 2019年   |                                                                                   | | |                                                                       |
| 3月27日  | Readyyy! Selections                                                               | SP!CA、摩天ロケット、Just 4U、RayGlanZ、La-Veritta | 「Special Medley」 | ゲーム『Readyyy!』関連曲                                              |
| 8月17日  | Readyyy! 第4弾                                                                    | La-Veritta | 「華の在り処」 「nineteen! feat.La-Veritta -short ver-」 | ゲーム『Readyyy!』関連曲                                              |
| 10月1日  | ステップライド主題歌                                                              | 加々見朱斗(上西哲平)室川蒼吾(安田陸矢)橘れもん (榊原優希) | 「WINING WAY」 | ゲーム『ステップライド』関連曲                                        |
| 11月27日 | Bad Ass Temple Funky Sounds                                                       | Bad Ass Temple | 「Bad Ass Temple Funky Sounds」 | キャラクターCD『ヒプノシスマイク』関連曲                              |
| 11月27日 | Bad Ass Temple Funky Sounds                                                       | 四十物十四（榊原優希） | 「月光陰-Moonlight Shadow-」 | キャラクターCD『ヒプノシスマイク』関連曲                              |
| 12月21日 | Readyyy! song collection The Beginning Place                                      | ディアプロリーダーズ | 「The Beginning Place」 | ゲーム『Readyyy!』関連曲                                              |
| 12月21日 | Readyyy! song collection The Beginning Place                                      | 上條雅楽（榊原優希）、清水弦心（田中文哉） | 「ウキウキ★サマーナイト」 | ゲーム『Readyyy!』関連曲                                              |
| 2020年   |                                                                                   | | |                                                                       |
| 9月2日   | ヒプノシスマイク-Division Rap Battle- Official Guide Book 初回限定版特典CD        | Division All Stars | 「SUMMIT OF DIVISIONS」 | キャラクターCD『ヒプノシスマイク』関連曲                              |
| 11月1日  | HYPSTER'S LIMITED                                                                 | Division All Stars | 「ヒプノシスマイク -Division Rap Battle- +」 「ヒプノシスマイク -Division Battle Anthem- +」 「ヒプノシスマイク（D.R.B vs D.B.A）+ HYPSTER MASHUP by TeddyLoid」                                                                             | キャラクターCD『ヒプノシスマイク』関連曲                              |
| 11月1日  | GIVE IT TO ME                                                                     | 七枷 社 （神尾晋一郎）＆クリス（榊原優希） | 「GIVE IT TO ME」 | ゲーム『THE KING OF FIGHTERS for GIRLS 』関連曲                       |
| 2021年   |                                                                                   | | |                                                                       |
| 2月3日   | AAside                                                                            | 七星 蓮（伊藤昌弘）× 旭 那由多（小笠原仁）× FELIX（ランズベリー・アーサー）× 神ノ島風太（中島ヨシキ）× 宇治川紫夕（榊原優希）                                                         | 「AAside」 | ゲーム『アルゴナビス from BanG Dream! AAside』関連曲                  |
| 3月10日  | Bad Ass Temple VS 麻天狼                                                          | Bad Ass Temple、麻天狼 | 「Light & Shadow」 | キャラクターCD『ヒプノシスマイク』関連曲                              |
| 3月10日  | Bad Ass Temple VS 麻天狼                                                          | Bad Ass Temple | 「開眼」 | キャラクターCD『ヒプノシスマイク』関連曲                              |
| 3月17日  | ヒプノシスマイク -Division Rap Battle- side D.H & B.A.T 第3巻限定版特典CD         | Bad Ass Temple | 「R.I.P.」 | 漫画『ヒプノシスマイク -Division Rap Battle- side D.H & B.A.T』関連曲 |
| 3月26日  | 妄想亭のテーマ                                                                    | 妄想亭一門 | 「妄想亭のテーマ」 | テレビ番組『僕ら的には理想の落語』主題歌                              |
| 3月31日  | What is Love?                                                                     | 包（堀江瞬）＆クリス（榊原優希） | 「What is Love? 」 | ゲーム『THE KING OF FIGHTERS for GIRLS 』関連曲                       |
| 4月15日  | AWAKE                                                                             | deva、HIGH-TIDE、B.U.H、夜鳴、ALBA、修羅浄土 | 「AWAKE」 | キャラクターCD『HANDEAD ANTHEM』関連曲                                |
| 4月23日  | ヒプノシスマイク -Glory or Dust-                                                  | Division All Stars | 「ヒプノシスマイク -Glory or Dust-」 | キャラクターCD『ヒプノシスマイク』関連曲                              |
| 6月18日  | Survival of the Illest +                                                          | Division All Stars | 「Survival of the Illest +」 | ゲーム『ヒプノシスマイク -Alternative Rap Battle-』オープニングテーマ |
| 6月11日  | Go up                                                                             | ALBA | 「Go up」 | キャラクターCD『HANDEAD ANTHEM』関連曲                                |
| 7月14日  | SCREAM                                                                            | 修羅浄土 | 「SCREAM」 | キャラクターCD『HANDEAD ANTHEM』関連曲                                |
| 7月16日  | Hang out!                                                                         | Division All Stars | 「Hang out!」 | ゲーム『ヒプノシスマイク -Alternative Rap Battle-』主題歌             |
| 9月8日   | Buster Bros!!! VS 麻天狼 VS Fling Posse                                           | Division All Stars | 「Hoodstar +」 「2nd D.R.B NON-STOP DIVISION MIX」 | キャラクターCD『ヒプノシスマイク』関連曲                              |
| 10月     | ナツモモchannel 『EVERLASTING♡FLUTTER』                                           | 逢坂モモ（榊原優希）、天河ナツシ（比留間俊哉） | 「EVERLASTING♡FLUTTER」 | YouTube ナツモモchannel 関連曲                                        |
| 10月13日 | 僕×君チェックメイト                                                               | Gambét | 「僕×君チェックメイト」 「STAYBACK」 | 『GAMDOL』関連曲                                                      |
| 12月22日 | Readyyy! 第5弾                                                                    | La-Veritta | 「光の欠片」 | ゲーム『Readyyy!』関連曲                                              |
| 12月22日 | RE:motion ~この一瞬を、何度でも~                                                  | SP!CA、摩天ロケット、Just 4U、RayGlanZ、La-Veritta | 「RE:motion ~この一瞬を、何度でも~」 | ゲーム『Readyyy!』関連曲                                              |
| 2022年   |                                                                                   | | |                                                                       |
| 6月15日  | ヒプノシスマイク 2ndアルバム 『CROSS A LINE』                                     | Division All Stars | 「CROSS A LINE」 「ヒプノシスマイク -Division Rap Battle- ＋ 」 「ヒプノシスマイク -Division Battle Anthem- ＋」 「ヒプノシスマイク -Glory or Dust- 」 「Hoodstar ＋」 「SUMMIT OF DIVISIONS 」 「 Survival of the Illest +」 「Hang out! 」 |                                                                       |
| 6月15日  | ヒプノシスマイク 2ndアルバム 『CROSS A LINE』                                     | Bad Ass Temple | 「でらすげぇ宴」 「R.I.P.」 | キャラクターCD『ヒプノシスマイク』関連曲                              |
| 6月22日  | Readyyy! T.O.P Idol SHOW!! EP                                                     | Team Flame (上條雅楽（榊原優希）, 折笠凛久（美藤大樹）, 碓井千紘（小野将夢）, 宗像十夜（近衛秀馬）, 久瀬光希（住谷哲栄） , 錦戸佐門（長谷徳人）)                                      | 「Mr. LaseR」 | ゲーム『Readyyy!』関連曲                                              |
| 6月29日  | トキメキッスLOVE                                                                  | Gambét | 「トキメキッスLOVE」 「Broken Amps」 | 『GAMDOL』関連曲                                                      |
| 8月22日  | 羊を数えてウサギは眠る                                                            | フール・ザ・フライハイト（千葉翔也）、レギア・エアフォルク（水中雅章）、アイン・バフォメット（梅原裕一郎）、ディザスタ・バベル（榊原優希）                                            | 「羊を数えてウサギは眠る」 | ゲーム『タロット男子 ～22人の見習い占い師～』関連曲                   |
| 9月2日   | Bad Ass Temple -戒定慧-                                                           | 四十物十四（榊原優希） | 「Violet Masquerade」 | キャラクターCD『ヒプノシスマイク』関連曲                              |
| 10月17日 | Catch and Jump！                                                                  | 逢坂モモ（榊原優希）、天河ナツシ（比留間俊哉） | 「Catch and Jump！」 | YouTube ナツモモchannel関連曲                                         |
| 10月17日 | 溝ノ口カレージャーニー                                                            | 逢坂モモ（榊原優希）、天河ナツシ（比留間俊哉） | 「溝ノ口カレージャーニー」 | YouTube ナツモモchannel関連曲                                         |
| 2023年   |                                                                                   | | |                                                                       |
| 5月17日  | ハイドライバーズ！ボーカルアルバム “ATTACK”                                       | ナイトブレイク、ナナイロモンスター、シンデスティニー、ジャンガリアン | 「Hi-DRIVERS!」 | キャラクターCD『ハイドライバーズ！』関連曲                            |
| 5月17日  | ハイドライバーズ！ボーカルアルバム “ATTACK”                                       | ナイトブレイク | 「Carry On」 | キャラクターCD『ハイドライバーズ！』関連曲                            |
| 7月30日  | Are you Readyyy？                                                                 | SP!CA、摩天ロケット、Just 4U、RayGlanZ、La-Veritta | 「Are you Readyyy？」 | ゲーム『Readyyy!』関連曲                                              |
| 8月25日  | ハチミツ學園ユニットソングアルバム                                                | はちみつ男子 | 「SMILE」 | ハチミツ學園 関連曲                                                   |
| 8月25日  | ハチミツ學園ユニットソングアルバム                                                | BUNBUN BOYS | 「ダンシコウセイ123GO！」 | ハチミツ學園 関連曲                                                   |
| 8月23日  | ヒプノシスマイク アルバム「The Block Party –HOODs-」                              | アルゴξ楽団 四十物十四（榊原優希） | 「悪魔の華」 | キャラクターCD『ヒプノシスマイク』関連曲                              |
| 8月23日  | ヒプノシスマイク アルバム「The Block Party –HOODs-」                              | 伊弉冉 一二三 with HOODs（コーレス） | 「ポジティブ my life」 | キャラクターCD『ヒプノシスマイク』関連曲                              |
| 9月20日  | ヒプノシスマイク -Division Rap Battle- Official Guide Book+                       | Division All Stars | 「絆+」 | キャラクターCD『ヒプノシスマイク』関連曲                              |
| 9月20日  | ヒプノシスマイク -Division Rap Battle- Official Guide Book+                       | Division All Stars | 「Hypnotic Summer」 | キャラクターCD『ヒプノシスマイク』関連曲                              |
| 11月7日  | アポロンさんは神すぎるユニットソングアルバムCD「BROTOI」                          | アテナ(榊原優希)、ディオニュソス(石谷春貴) | 「IAPOPOPONIA!」 | キャラクターCD『アポロンさんは神すぎる』関連曲                        |
| 12月15日 | 『ヒプノシスマイク -Division Rap Battle- side D.H & B.A.T+』第2巻CD付き限定版     | 四十物十四（榊原優希）、天国獄（竹内栄治） | 「夜光虫」 | キャラクターCD『ヒプノシスマイク』関連曲                              |
| 12月20日 | アニメ「ビックリメン」エンディングテーマ「青春☆ワチャゴナドゥ」／「BYE×BYE GAME」 | フッド（阿座上洋平）、ピーター（榊原優希） | 「BYE×BYE GAME」 | アニメ『ビックリメン』関連曲                                          |
| 2024年   |                                                                                   | | |                                                                       |
| 1月10日  | ヒプノシスマイク-Welcome 2 Rhyme Anima ＋                                         | Division All Stars | 「RISE FROM DEAD」 | キャラクターCD『ヒプノシスマイク』関連曲                              |
| 1月10日  | ヒプノシスマイク-Welcome 2 Rhyme Anima ＋                                         | Division All Stars | 「NextStage」 | キャラクターCD『ヒプノシスマイク』関連曲                              |
| 1月10日  | ヒプノシスマイク-Welcome 2 Rhyme Anima ＋                                         | スクーロvs Division All Stars2ndTeam | 「BATTLE ANIMA+03」 | キャラクターCD『ヒプノシスマイク』関連曲                              |
| 1月10日  | ヒプノシスマイク-Welcome 2 Rhyme Anima ＋                                         | Bad Ass Temple | 「SANITY」 | キャラクターCD『ヒプノシスマイク』関連曲                              |
| 1月10日  | ヒプノシスマイク-Welcome 2 Rhyme Anima ＋                                         | Buster Bros!!!Bad Ass Temple | 「We go with the flow」 | キャラクターCD『ヒプノシスマイク』関連曲                              |
| 2月5日   | アルゴナビス キミが見たステージへ                                                 | from ARGONAVIS（七星 蓮（伊藤昌弘）× 旭 那由多（小笠原仁）× FELIX（ランズベリー・アーサー）× 神ノ島風太（中島ヨシキ）× 宇治川紫夕（榊原優希）×淀川麟太郎（SHIN）×天王寺龍介（林勇）） | 「キミが見たステージへ」 | ゲーム『アルゴナビス キミが見たステージへ』関連曲                     |
| 4月27日  | あんさんぶるスターズ‼︎                                                             | ESオールスターズ ver〈名都神無（榊原優希）〉 | 「LIMIT BREAK DREAMERS」 | ゲーム『あんさんぶるスターズ！！』関連曲                              |
| 5月1日   | BLUE BOUQUET「青空のメモリー」CD                                                  | BLUE BOUQUET | 「青空のメモリー」 | キャラクター『フラガリアメモリーズ』関連曲                            |
| 5月1日   | BLUE BOUQUET「青空のメモリー」CD                                                  | ルタールステラver（榊原優希） | 「青空のメモリー」 | キャラクター『フラガリアメモリーズ』関連曲                            |
| 8月6日   | フラガリアメモリーズ                                                              | ALL BOUQUET | 「Bouquet of Wishes」 | キャラクター『フラガリアメモリーズ』関連曲                            |
| 10月3日  | ヒプノシスマイク                                                                  | Division All Stars | 「ヒプノシスマイク-Dream Rap Battle- | ゲーム『ヒプノシスマイク -Alternative Rap Battle-』主題歌             |
| 11月13日 | ヒプノシスマイク.Bad Ass Temple                                                   | 四十物十四 | 「Continued」 | キャラクターCD『ヒプノシスマイク』関連曲                              |
| 11月28日 | ヒプノシスマイク                                                                  | Division All Stars | 「for DJ's」 | ゲーム『ヒプノシスマイク -Alternative Rap Battle-』主題歌             |
| 12月25日 | 18TRIP Cassette #05‘HAMA Nice Trip’ -L4mps-                                       | 夜班L4mps(らんぷす) | 「ivory」 | ゲーム『18TRIP』関連曲                                                |
| 12月25日 | 18TRIP Cassette #05‘HAMA Nice Trip’ -L4mps-                                       | 夜班L4mps(らんぷす) | 「ネイビーブルー」 | ゲーム『18TRIP』関連曲                                                |
| 12月25日 | 18TRIP Omotenashi Duet! #02                                                       | 白光 糖衣（榊原優希）、白光 琉衣 （小松昌平） | 「Falling Into Eternity」 | ゲーム『18TRIP』関連曲                                                |
| 2025年   |                                                                                   | | |                                                                       |
| 2月26日  | あんさんぶるスターズ‼︎IDOL SONG CD 「Debut」                                       | Special for Princess! | 「Be My Princess♡」 | ゲーム『あんさんぶるスターズ！！』関連曲                              |
| 2月26日  | あんさんぶるスターズ‼︎IDOL SONG CD 「Debut」                                       | Special for Princess! | 「しょーがいゼッタイそーあい宣言」 | ゲーム『あんさんぶるスターズ！！』関連曲                              |
| 2月26日  | あんさんぶるスターズ‼︎IDOL SONG CD 「Debut」                                       | Special for Princess! | 「スキスキハンター」 | ゲーム『あんさんぶるスターズ！！』関連曲                              |
| 2月26日  | あんさんぶるスターズ‼︎IDOL SONG CD 「Debut」                                       | Special for Princess! | 「ベリイ・ベリイ・スイート・ホワイト」 | ゲーム『あんさんぶるスターズ！！』関連曲                              |
| 2月26日  | あんさんぶるスターズ‼︎IDOL SONG CD 「Debut」                                       | カンナ （榊原優希） | 「ミエナイミタイ」 | ゲーム『あんさんぶるスターズ！！』関連曲                              |
| 6月10日  | MIC AS ONE / ヒプノシスマイク-Division Rap Battle- アルバム                       | Division All Stars +中王区 言の葉党 | 「ヒプノシスマイク -Division Rap Battle- FINAL」 | キャラクターCD『ヒプノシスマイク』関連曲                              |
| 6月10日  | Buster Bros!!! Bad Ass Temple                                                     | 「Last Man Standing」 | | キャラクターCD『ヒプノシスマイク』関連曲                              |
| 6月10日  | Bad Ass Temple                                                                    | 「シンジルチカラ」 | | キャラクターCD『ヒプノシスマイク』関連曲                              |
| 6月10日  | Division All Stars +中王区 言の葉党                                               | 「MIC AS ONE」 | | キャラクターCD『ヒプノシスマイク』関連曲                              |
| 6月10日  | 中王区 言の葉党+Bad Ass Temple                                                    | Claim Victory（Bad Ass Temple Ver.） | | キャラクターCD『ヒプノシスマイク』関連曲                              |
| 8月6日   | フラガリアメモリーズアルバム 『WISHES』                                           | ルタールステラ（榊原優希）、シエロモート（島崎信長）、ウィルメッシュ（千葉翔也） | 「儚き心像のメビウス」 | キャラクター『フラガリアメモリーズ』関連曲                            |
| 8月6日   | フラガリアメモリーズアルバム 『WISHES』                                           | ウィルメッシュ（千葉翔也）、ルタールステラ（榊原優希）、ミュンナ（徳留慎乃佑） | 「拝啓、暁染める虹よ」 | キャラクター『フラガリアメモリーズ』関連曲                            |
| 8月6日   | フラガリアメモリーズアルバム 『WISHES』                                           | ミュンナ（徳留慎乃佑）クロード（坂田将吾）ルタールステラ（榊原優希） | 「フラワーエールを憧憬に」 | キャラクター『フラガリアメモリーズ』関連曲                            |

### 歌ってみた
| 公開日         | コンテンツ      | 歌                                                                 | タイトル                         |
| -------------- | --------------- | ------------------------------------------------------------------ | -------------------------------- |
| 2019年7月12日  | ナツモモchannel | 逢坂モモ（榊原優希）天河ナツシ（比留間俊哉）                       | 「虎視眈々」                     |
| 2019年12月24日 | ナツモモchannel | 逢坂モモ（榊原優希）天河ナツシ（比留間俊哉）                       | 「サンドリヨン10th Anniversary」 |
| 2020年3月15日  | ナツモモchannel | 逢坂モモ（榊原優希）                                               | 「ファンサ」                     |
| 2020年9月11日  | ナツモモchannel | 逢坂モモ（榊原優希）天河ナツシ（比留間俊哉）                       | 「ビタースウィート」             |
| 2021年5月14日  | ナツモモchannel | 逢坂モモ（榊原優希）                                               | 「命に嫌われている。」           |
| 2021年11月26日 | Readyyy！       | 綾崎小麦（安田駿）、上條雅楽（榊原優希）、胡桃沢タクミ（観世智顕） | 「Stay Alive」                   |
| 2022年03月14日 | GAMDOL          | LUKE（榊原優希）                                                   | 「トリコ」                       |
| 2022年10月01日 | ナツモモchannel | 逢坂モモ（榊原優希）天河ナツシ（比留間俊哉）                       | 「きみだけは。」                 |
| 2023年04月21日 | ナツモモchannel | 逢坂モモ（榊原優希）                                               | 「可愛くてごめん」               |
| 2024年3月14日  | よしまほ        | ジュン先生(熊谷健太郎) カイ先生(増田俊樹) 陽翔(榊原優希)           | 「SMILEAGAIN」                   |
| 2025年06月8日  | ナツモモchannel | 逢坂モモ（榊原優希）                                               | 「ビビデバ」                     |

### その他参加楽曲
| 発売日        | 商品名                                                                        | 歌       | 楽曲     | 備考 |
| ------------- | ----------------------------------------------------------------------------- | -------- | -------- | ---- |
| 2022年7月27日 | [Re:collection] HIT SONG cover series feat.voice actors 〜10's-20's EDITION〜 | 榊原優希 | 「白日」 |      |

## ライブ・イベント

### 合同ライブ
| 出演日              | タイトル | 会場                                         |
| ------------------- | --- | -------------------------------------------- |
| 2018年2月14日       | 『Readyyy!』プロジェクト2月14日制作発表vol.1                                                                          | 六本木ニコファーレ（東京都）                 |
| 2018年3月14日       | 『Readyyy!』プロジェクト3月14日制作発表Vol.2                                                                          | 六本木ニコファーレ（東京都）                 |
| 2018年4月14日       | 【セガフェス2018】『Readyyy!』ゴー☆ルドステージ Vol.0 〜僕ら、本格始動します！〜                                      | ベルサール秋葉原（東京都）                   |
| 2018年4月28日       | 『Readyyy!』ゴー☆ルドステージ Vol.1 〜僕ら、明日に向かって歌います！〜                                                | 原宿クエストホール（東京都）                 |
| 2018年5月13日       | 『Readyyy!』ゴー☆ルドステージ Vol.2 〜僕ら、晴れやかにおもてなしします！〜                                            | よみうりホール（東京都）                     |
| 2018年6月3日        | 『Readyyy!』ゴー☆ルドステージ Vol.3 〜僕ら、雨ニモマケズおもてなしします！〜                                          | よみうりホール（東京都）                     |
| 2018年7月16日       | 『Readyyy!』ゴー☆ルドステージ Vol.4 〜僕ら、夏の太陽より熱くおもてなしします！〜                                      | よみうりホール（東京都）                     |
| 2018年7月22日       | 『Readyyy!』ゴー☆ルドステージ Vol.4.5 〜僕ら、池袋で2日間おもてなしします！〜                                         | セガ池袋GiGO 7F（東京都）                    |
| 2018年8月26日       | 『Readyyy!』ゴー☆ルドステージ Vol.5 〜僕ら、夜空の花火よりも盛大におもてなしします！〜                                | よみうりホール（東京都）                     |
| 2019年5月11日       | Readyyy! Happyyy! Partyyy! 2019                                                                                       | 日本消防会館（東京都）                       |
| 2019年8月14日       | ディアプロ夏祭り〜OTODAMA de ソイヤ！〜                                                                               | OTODAMA SEA STUDIO（神奈川県）               |
| 2019年9月8日        | ヒプノシスマイク-Division Rap battle-4thLIVE@オオサカ                                                                 | 大阪城ホール（大阪府）                       |
| 2020年2月8日        | Readyyy! 2nd anniversary LIVE "THE NEW MOMENT"                                                                        | 恵比寿 The Garden Hall（東京都）             |
| 2020年3月29日       | ヒプノシスマイク-Division Rap Battle- 5th LIVE＠AbemaTV《SIX SHOTS UNTIL THE DOME》                                   | ABEMAでの生配信                              |
| 2020年10月10日      | from ARGONAVIS AAside ライブ・ロワイヤル・フェス2020                                                                  | 東京ガーデンシアター（東京都）               |
| 2021年2月14日       | ヒプノシスマイク-Division Rap Battle- 6th LIVE <<2nd D.R.B>>                                                          | ABEMAでの生配信                              |
| 2021年3月13日,14日  | Readyyy! 3rd anniversary Live “LINK THE MOMENT”                                                                       | Yokohama 1000 CLUB（神奈川県）               |
| 2021年8月7日,8日    | ヒプノシスマイク -Division Rap Battle- 7th LIVE《SUMMIT OF DIVISIONS》                                                | ぴあアリーナMM（神奈川県）                   |
| 2021年11月20日      | Gambét 1st single『僕×君チェックメイト』リリースイベント                                                              | 森のホール21（千葉県）                       |
| 2022年1月2日        | from ARGONAVIS LIVE 2022 : 1st SHOW ARGONAVIS LIVE 2022 COVER FESTIVAL mini / 2nd SHOW from ARGONAVIS 1st LIVE -始動- | パシフィコ横浜国立大ホール（神奈川県）       |
| 2022年1月30日       | HANDEAD ANTHEM 『GREAT MUSIC FESTIVAL』                                                                               | KANDA SQUARE HALL（東京都）                  |
| 2022年2月13日       | Readyyy! 4th Anniversary Live "Twinkle of Protostars"                                                                 | 豊洲ピット（東京都）                         |
| 2022年5月14日       | from ARGONAVIS 4th NAVIVERSARY EVENT -CHEMISTRY-                                                                      | TOKYO DOME CITY HALL（東京都）               |
| 2022年6月25日       | ヒプノシスマイクNO TICKET LIVE 3時間生放送！CROSS A LINE SP                                                           | ABEMAでの生配信                              |
| 2022年10月29日      | from ARGONAVIS Concept LIVE TOUR 宇治川紫夕 Presents TOY’S                                                            | Zepp Nagoya（愛知県）                        |
| 2022年11月26日,27日 | ヒプノシスマイク -Division Rap Battle- 8th LIVE《CONNECT THE LINE》                                                   | 名古屋国際会議場（愛知県）                   |
| 2023年1月8日        | from ARGONAVIS 2nd LIVE -Rezonance- DAY2                                                                              | TOKYO DOME CITY HALL（東京都）               |
| 2023年4月15日,16日  | ヒプノシスマイク -Division Rap Battle- 9th LIVE ≪ZERO OUT≫                                                            | 有明アリーナ（東京都）                       |
| 2023年5月20日       | 声優紅白歌合戦2023 | パシフィコ横浜（神奈川県）                   |
| 2023年9月2日        | ヒプノシスマイク -Division Rap Battle- 6th Anniversary Party                                                          | 片柳アリーナ（東京都）                       |
| 2024年3月3日        | εpsilonΦ LIVE 2024 - Overlord -                                                                                       | 大宮ソニックシティ（埼玉県）                 |
| 2024年4月6日,7日    | ヒプノシスマイク -Division Rap Battle- 10th LIVE ≪LIVE ANIMA≫                                                         | 幕張メッセ（東京都）                         |
| 2024年8月31日       | フラガリアメモリーズAnimelo Summer Live 2024 -Stargazer- DAY2                                                         | さいたまスーパーアリーナ（埼玉県）           |
| 2024年12月28日      | ヒプノシスマイク -Division Rap Battle- ディビジョン・ファンミーティング Bad Ass Temple                                | 北九州ソレイユホール（福岡県）               |
| 2025年3月15日       | 『あんさんぶるスターズ！！IDOL SONG CD 「Debut」 Special for Princess!』発売記念リリースイベント                      | イオンレイクタウンkaze 1F 光の広場（埼玉県） |
| 2025年3月16日       | 『あんさんぶるスターズ！！IDOL SONG CD 「Debut」 Special for Princess!』発売記念リリースイベント                      | ららぽーと名古屋みなとアクルス（愛知県）     |
| 2025年5月31日       | 「Special for Princess! デビューライブ ♥ Stream to You ♡」                                                            | グランキューブ大阪（大阪府）                 |
| 2025年8月3日        | εpsilonΦ LIVE 2025 - Code 503 -                                                                                       | TACHIKAWA STAGE GARDEN（東京都）             |

### イベント
| 出演日         | タイトル | 会場                                         |
| -------------- | --- | -------------------------------------------- |
| 2020年9月19日  | 鵜澤正太郎・榊原優希〇欲男子栽培中！お待たせしました！第1回単独リアル＆オンラインイベント in 東京大手町                 | 大手町サンケイプラザ（東京都）               |
| 2020年11月14日 | ようこそ妄想営業部へ❤ Season2                                                                                           | 日経ホール（東京都）                         |
| 2020年12月12日 | 「3×3＝Q?（サザンガキュー）」第8回                                                                                      | ニッショーホール（東京都）                   |
| 2021年6月27日  | ようこそ妄想営業部へ❤ Season3                                                                                           | 日本橋三井ホール（東京都）                   |
| 2021年9月18日  | 鵜澤正太郎・榊原優希〇欲男子栽培中！ 「とのまるバースデーフェスタ２０２１」                                             | 大手町サンケイプラザ（東京都）               |
| 2021年10月31日 | ※ゲスト 河西健吾天﨑滉平の『天河一品』公開録音イベント                                                                  | 犬山市民文化会館 （岐阜県）                  |
| 2022年1月22日  | 鵜澤正太郎・榊原優希〇欲男子栽培中！"公開生配信&ビンゴ大会"イベント                                                     | 大手町サンケイプラザ（東京都）               |
| 2022年1月23日  | ようこそ妄想営業部へ❤ Season3.5 経理部篇                                                                                | 日経ホール（東京都）                         |
| 2022年5月21日  | 鵜澤正太郎・榊原優希〇欲男子栽培中！ 〜欲祭2022・春！                                                                   | 大手町サンケイプラザ（東京都）               |
| 2022年6月26日  | ようこそ妄想営業部へ❤ Season4                                                                                           | 日経ホール（東京都）                         |
| 2022年7月23日  | ※ゲスト浅沼晋太郎・土田玲央不思議堂黒い猫御茶ノ水の宴                                                                   | 全電通労働会館（東京都）                     |
| 2022年7月24日  | ナツモモchannel ファンミーティング ～桃橘パラダイス in YOKOHAMA 2022～                                                  | グレースバリ横浜関内店（神奈川県）           |
| 2022年8月28日  | ハチミツ學園ハニカム祭                                                                                                  | 一ツ橋ホール（東京都）                       |
| 2022年9月17日  | 京都国際マンガ・アニメフェア2022お通り男史ステージ                                                                      | みやこめっせステージ（京都府）               |
| 2022年12月11日 | とのまる☆ここキャン クリスマスだよ合同イベント                                                                          | 中野セントラルパーク（東京都）               |
| 2023年1月21日  | ナツモモchannel ファンミーティング ～桃橘パラダイス 2nd in AKIBA～                                                      | 秋葉原ハンドレッドスクエア倶楽部（東京都）   |
| 2023年2月5日   | 岡野友佑・榊原優希 整え!!BUNBUN きのこRadio ～1回整いました～                                                           | 御茶ノ水全電通労働会館（東京都）             |
| 2023年2月12日  | ※ゲスト 梅田修一朗のとびたま感謝祭feat. 代永翼＆榊原優希                                                                | 新宿文化センター（東京都）                   |
| 2023年3月11日  | セブンボイスミュージアム スペシャルトークイベント                                                                       | 大塚国際美術館（徳島県）                     |
| 2023年3月25日  | AnimeJapanデッドマウント・デスプレイスペシャルステージ                                                                  | 東京ビッグサイト（東京都）                   |
| 2023年3月25日  | AnimeJapan「異世界ワンターンキル姉さん 〜姉同伴の異世界生活はじめました〜」スペシャルステージ                           | 東京ビッグサイト（東京都）                   |
| 2023年5月6日   | READING MUSEUM 「デッドロックド・Dランカーズ～百万探偵都市の最後のヨスガ～」                                            | 日本教育会館 一ツ橋ホール（東京都）          |
| 2023年5月13日  | ヒプノシスマイク8thライブ to Bad Ass Temple 発売記念上映会イベント                                                      |                                              |
| 2023年6月6日   | 岡野友佑・榊原優希 整え!!BUNBUN きのこRadio #14公開収録イベント                                                         | KADOKAWAセミナールーム（東京都）             |
| 2023年6月11日  | 鵜澤正太郎・榊原優希〇欲男子栽培中 欲祭2023夏                                                                           | 中野セントラルパーク（東京都）               |
| 2023年6月25日  | ※ゲスト『こんなの読んじゃった♪』公開収録イベント                                                                        | バトゥール東京（東京都）                     |
| 2023年7月1日   | 声優談話 | 新潟市民プラザ（新潟県）                     |
| 2023年8月27日  | ハチミツ學園羽音祭 | インスティトゥト・セルバンテス東京（東京都） |
| 2023年11月04日 | AGF2023「from ARGONAVIS」スペシャルステージ                                                                             | 池袋サンシャインシティ（東京都）             |
| 2023年11月18日 | ※ゲスト 浅沼晋太郎・土田玲央不思議堂黒い猫 『阿吽』トーク&朗読イベント 第1部                                            | ところざわサクラタウン（埼玉県）             |
| 2023年11月19日 | ※ゲスト 『中島ヨシキのフブラジ』「小田柿悠太と愉快な仲間たち」                                                          | CBCホール（愛知県）                          |
| 2023年11月25日 | お通り男史ドラマCD発売記念ミニトークイベント＆抽選会                                                                    | タワーレコード渋谷店（東京都）               |
| 2024年1月28日  | 鵜澤正太郎・榊原優希〇欲男子栽培中 欲祭2024冬                                                                           | 中野セントラルパーク（東京都）               |
| 2024年2月10日  | ようこそ妄想営業部へ❤ 2024WINTER                                                                                        | 日経ホール（東京都）                         |
| 2024年5月26日  | ビックリメン ビックリパーティー                                                                                         | 品川ザ・グランドホール（東京都）             |
| 2024年6月2日   | 18trip 「HAMAツアーズ広報部」♯01 横浜開港祭 出張版                                                                      | 1000 CLUB（神奈川県）                        |
| 2024年6月8日   | Y'serの集い | 横浜ミントホール（神奈川県）                 |
| 2024年7月20日  | 岡山国際サーキット花火大会MC                                                                                            | 岡山国際サーキット（岡山県）                 |
| 2024年8月3日   | 鵜澤正太郎・榊原優希〇欲男子栽培中！ 〜欲祭2024・夏！                                                                   | スタジオK（東京都）                          |
| 2024年8月4日   | ※ゲスト竹内栄治のゼロから職人⚪︎⚪︎への道 ゼロ職発表会 最愛                                                               | 歌舞伎座タワー（東京都）                     |
| 2024年8月11日  | フラガリアメモリーズ 1st LIVE & FAN MEETING 〜Wish is…                                                                  | 大宮ソニックシティ（埼玉県）                 |
| 2024年9月8日   | ヒプノシスマイク Blu-ray&DVD第４巻発売記念トークイベント                                                                |                                              |
| 2024年11月2日  | 里見祭 羽多野渉榊原優希トークショー                                                                                     | 和洋女子大学（千葉県）                       |
| 2024年11月9日  | あんさんぶるスターズ！！【4piece】ファイナルセレモニー                                                                  | harevutai（東京都）                          |
| 2024年11月9日  | TVアニメーション「ガンバレ！中村くん！！」AGF2024ステージ                                                               | 中池袋公園（東京都）                         |
| 2024年11月9日  | AGF2024「あんさんぶるスターズ！！」スペシャルステージ                                                                   | 池袋サンシャインシティ（東京都）             |
| 2024年11月17日 | 18trip L4mpsファンミーティング                                                                                          | harevutai（東京都）                          |
| 2025年1月18日  | 刀剣乱舞大本丸博 富士ステージ                                                                                           | 幕張メッセ（東京都）                         |
| 2025年2月8日   | 戸谷菊之介 × 榊原優希 実写洋画吹替デビュー記念ガオガオトーク SPECIAL                                                    | 新宿村LIVE（東京都）                         |
| 2025年2月9日   | 鵜澤正太郎・榊原優希〇欲男子栽培中！ 〜欲祭2025冬                                                                       | スタジオK（東京都）                          |
| 2025年2月22日  | ヒプムビ6都市公開記念舞台挨拶𝐁𝐚𝐝 𝐀𝐬𝐬 𝐓𝐞𝐦𝐩𝐥𝐞 in池袋                                                                      | TOHO シネマズ池袋（東京都）                  |
| 2025年3月15日  | Special for Princess! 『あんさんぶるスターズ！！IDOL SONG CD 「Debut」 Special for Princess!』 発売記念リリースイベント | イオンレイクタウンkaza（埼玉県）             |
| 2025年3月16日  | Special for Princess! 『あんさんぶるスターズ！！IDOL SONG CD 「Debut」 Special for Princess!』 発売記念リリースイベント | ららぽーと名古屋みなとアスクル（愛知県）     |
| 2025年3月22日  | AnimeJapan 2025ヒプノシスマイク -Division Rap Battle- ステージ                                                          | 東京ビッグサイト（東京都）                   |
| 2025年3月23日  | AnimeJapan 2025ヒプノシスマイク -Division Rap Battle- ステージ                                                          | 東京ビッグサイト（東京都）                   |
| 2025年4月20日  | 18TRIP presents “HAMAツアーズ全体会議” SideB                                                                            | KT Zepp Yokohama（神奈川県）                 |
| 2025年6月28日  | SANRIO FES 2025 DAY1 サンリオキャラクタースペシャルライブ                                                               | パシフィコ横浜（神奈川県）                   |
| 2025年8月10日  | 鵜澤正太郎・榊原優希〇欲男子栽培中！欲祭り2025夏                                                                        | スタジオK（東京都）                          |

### 単独イベント
- 榊原優希 × KINGLYMASK店頭イベント（2020年2月22日、KINGLYMASK原宿本店）
- 榊原優希のI’m not Rose Xmas Party 略して「ばつパ」ゲスト・葉山翔太（2021年12月11日、池袋マルチホール）
- 倉吉八犬伝榊原優希トークショー（第35回倉吉せきがね里見まつり記念事業（2022年9月4日、関金都市交流センター）
- 榊原優希のI’m not Rose まいたけパーティー「ばつパ２」ゲスト・室元気・竹内栄治（2022年9月18日、池袋マルチホール）
- 榊原優希 × KINGLYMASK一日店長イベント（2023年1月28日、KINGLYMASK原宿本店）
- 榊原優希のI’m not Rose まいたけパーティー「ばつパ3」ゲスト・寺島惇太 小松昌平（2023年5月27日、小岩アーバンプラザ）
- 榊原優希 のI'm not Rose まいたけパーティー「 ばつパ ４」ゲスト・森嶋秀太 （2023年9月18日、高田馬場BSホール）
- 榊原優希トークショー（2023年10月28日、岡山メルパ）
- 榊原優希、GEKIROCK CLOTHING1日店長（2023年12月23日、GEKIROCK CLOTHING渋谷店 ）
- 榊原優希のI’m not Rose まいたけパーティー「ばつパ5」ゲスト・小笠原仁 梅田修一朗（2024年10月13日、烏山区民会館）
- 榊原優希トークショー（2024年10月26日、岡山メルパ）
- 榊原優希のI’m not Rose×純喫茶あまた合同イベント昼の部 ～まいたけシークレットパーティー「ばつパ6」
  - 榊原優希のI’m not Rose×純喫茶あまた合同イベント夜の部 ～真夏の夜の薔薇～

（2025年8月17日、全電通労働会館）